# فقط بین ما
فقط بین ما (کرواتی: Neka ostane među nama) فیلمی در ژانر درام به کارگردانی راجکو گریچ است که در سال ۲۰۱۰ منتشر شد. از بازیگران آن می‌توان به میکی مانویلوویچ اشاره کرد.

## داستان
نیکولا" مردی است که می داند چگونه از زندگی اش لذت ببرد. برادر او که ازدواج ناموفقی را پشت سر گذاشته، وجدان بیداری نداشته و یک نابیانا را وارد زندگی خود می کند و...